# Eumeu
Na mitologia grega, Eumeu (em grego antigo: Εὔμαιος) era o porqueiro e fiel amigo de Odisseu. Filho de Ctésio que reinou na ilha de Sirius na Cíclades. Quando criança, era apegado a uma jovem escrava fenícia até o momento que ela, em troca de poder retornar à sua terra natal, o vendeu para marinheiros. Mais tarde, Eumeu foi comprado por Laerte, rei de Ítaca.
Nas últimas partes da Odisseia, Eumeu tem papel importante. Ele foi o primeiro a encontrar Odisseu, sob o disfarce de um velho, quando este regressou a Ítaca. E foi em sua casa que Telêmaco e Odisseu se encontraram e tramaram a morte dos pretendentes, enquanto o porqueiro ia até a casa de Penélope dar a notícia do retorno de seu filho, que havia ido à corte de Menelau buscando por notícias de seu pai.
Durante a chacina dos pretendentes, Eumeu, juntamente com seu amigo Filécio, chefe dos vaqueiros, auxilia Odisseu e Telêmaco em sua vingança.
A principal importância de Eumeu na Odisseia, um romance que se desenrola longe dos campos de batalha, é a de mostrar tipos de todas as classes sociais, na ação principal e nas narrativas indiretas.